# Scottish Football Hall of Fame
Le Scottish Football Hall of Fame (que l'on pourrait traduire par Temple de la renommée du football écossais) est hébergé au Scottish Football Museum, situé dans Hampden Park à Glasgow. Il honore les joueurs, les entraîneurs et les officiels qui ont exercé leur profession avec le plus grand talent et ayant apporté une contribution significative à la renommée du football écossais.
Créé en 2004, il fut inauguré lors d'une cérémonie le 7 novembre 2004. Depuis, chaque année, de nouveaux membres y sont introduits, choisis par un comité dédié, suivant une liste de propositions faites par les supporteurs.
En 2006, Brian Laudrup et Henrik Larsson furent les premiers non-Écossais à y faire leur entrée. En 2007, Rose Reilly fut la première femme à y faire son entrée.

## Membres
- Tous écossais, sauf mention contraire

| Année | Nom                     |
| ----- | ----------------------- |
| 2004  | Jim Baxter              |
| 2004  | Billy Bremner           |
| 2004  | Matt Busby              |
| 2004  | Kenny Dalglish          |
| 2004  | Alex Ferguson           |
| 2004  | Hughie Gallacher        |
| 2004  | John Greig              |
| 2004  | Jimmy Johnstone         |
| 2004  | Denis Law               |
| 2004  | Dave Mackay             |
| 2004  | Danny McGrain           |
| 2004  | Jimmy McGrory           |
| 2004  | Billy McNeill           |
| 2004  | Willie Miller           |
| 2004  | Bobby Murdoch           |
| 2004  | Bill Shankly            |
| 2004  | Gordon Smith            |
| 2004  | Graeme Souness          |
| 2004  | Jock Stein              |
| 2004  | Willie Woodburn         |
| 2005  | Charles Campbell        |
| 2005  | Alex James              |
| 2005  | Joe Jordan              |
| 2005  | Bobby Lennox            |
| 2005  | Jim McLean              |
| 2005  | Alex McLeish            |
| 2005  | Alan Morton             |
| 2005  | Lawrie Reilly           |
| 2005  | William Waddell         |
| 2005  | John White              |
| 2005  | George Young            |
| 2006  | Davie Cooper            |
| 2006  | Tommy Gemmell           |
| 2006  | Richard Gough           |
| 2006  | Willie Henderson        |
| 2006  | Sandy Jardine           |
| 2006  | Henrik Larsson          |
| 2006  | Brian Laudrup           |
| 2006  | Willie Ormond           |
| 2006  | John Neilson Robertson  |
| 2006  | Billy Steel             |
| 2006  | Tommy Walker            |
| 2007  | Willie Bauld            |
| 2007  | Eric Caldow             |
| 2007  | Jimmy Cowan             |
| 2007  | Alan Hansen             |
| 2007  | Ally McCoist            |
| 2007  | Rose Reilly             |
| 2007  | Walter Smith            |
| 2007  | Gordon Strachan         |
| 2007  | Eddie Turnbull          |
| 2008  | Bobby Evans             |
| 2008  | Archie Gemmill          |
| 2008  | Derek Johnstone         |
| 2008  | Jim Leighton            |
| 2008  | Billy Liddell           |
| 2008  | Ian St. John            |
| 2008  | Bill Struth             |
| 2008  | John Thomson            |
| 2009  | Steve Archibald         |
| 2009  | Bertie Auld             |
| 2009  | Jimmy Delaney           |
| 2009  | Alan Gilzean            |
| 2009  | Mo Johnston             |
| 2009  | Paul Lambert            |
| 2009  | Willie Maley            |
| 2009  | David Meiklejohn        |
| 2010  | Craig Brown             |
| 2010  | Andy Goram              |
| 2010  | Bobby Johnstone         |
| 2010  | Paul McStay             |
| 2010  | David Narey             |
| 2010  | Thomas Wharton          |
| 2011  | Terry Butcher           |
| 2011  | Pat Crerand             |
| 2011  | Robert Smyth McColl     |
| 2011  | Hugh McIlvanney         |
| 2011  | Ronnie Simpson          |
| 2012  | Pat Stanton             |
| 2012  | Bob McPhail             |
| 2012  | Gordon McQueen          |
| 2012  | Frank McLintock         |
| 2012  | Andrew Watson           |
| 2013  | Bobby Walker            |
| 2013  | Eddie Gray              |
| 2013  | Alan Rough              |
| 2013  | Scot Symon              |
| 2013  | Martin Buchan           |
| 2013  | Tommy Docherty          |
| 2014  | Bill Brown              |
| 2014  | McCrae's Battalion (en) |
| 2014  | Davie Wilson            |
| 2014  | Charlie Nicholas        |
| 2015  | Bobby Brown             |
| 2015  | George Graham           |
| 2015  | Stewart Hillis (en)     |
| 2015  | Ally MacLeod            |
| 2015  | Maurice Malpas          |
| 2016  | Stevie Chalmers         |
| 2016  | John Wark               |
| 2016  | Gary McAllister         |
| 2016  | Jock Wallace            |
| 2016  | Alex Smith (en)         |
| 2017  | John Clark              |
| 2017  | Willie Wallace          |
| 2017  | Jim Craig               |
| 2017  | John McGovern           |
| 2017  | Allan McGraw (en)       |
| 2017  | Archie Macpherson (en)  |
| 2017  | Queen's Park            |
| 2017  | Lisbon Lions            |
| 2018  | Roy Aitken              |
| 2018  | Julie Fleeting          |
| 2018  | Archie Knox (en)        |
| 2018  | Ian McMillan            |
| 2019  | Patsy Gallacher         |
| 2019  | Joe Harper              |
| 2019  | Tommy McLean            |
| 2019  | John Grant Robertson    |
| 2019  | Colin Stein             |
| 2019  | Paul Sturrock           |